# Dykan'ka
Dykan'ka (in ucraino Диканька?; in russo Диканька?, Dikan'ka) è un insediamento rurale ucraino (7427 abitanti) nel distretto di Poltava, nell'oblast' di Poltava. Ospita l'amministrazione della comunità territoriale di Dykan'ka, una delle comunità territoriali dell'Ucraina.
Fino al 18 luglio 2020 Dykan'ka è stata il centro amministrativo del distretto di Dykan'ka, abolito come parte della riforma amministrativa dell'Ucraina, che ha ridotto a quattro il numero dei distretti dell'oblast' di Poltava. L'area del Distretto di Dykan'ka è stata fusa nel Distretto di Poltava
Fino al 26 gennaio 2024 Dykan'ka era classificata come insediamento di tipo urbano. Da tale data è entrata in vigore una nuova legge che ha abolito questo status e Dykan'ka è stata riclassificata come insediamento rurale,
È noto soprattutto grazie alla raccolta di racconti della tradizione folkloristica Veglie alla fattoria presso Dikan'ka di Nikolaj Vasil'evič Gogol'.